# Ђузепе Сињори
Ђузепе Сињори (итал. Giuseppe Signori; 17. фебруар 1968, Алцано Ломбардо) бивши је италијански фудбалер.

## Каријера
Играо је за млађе категорије Интера. Дебитовао је 1984. године за нижелигашки клуб Лефе, у коме је провео две сезоне.
Касније је играо за Пјаћенцу, Тренто и Фођу, у периоду од 1986. до 1992. године.
Прешао је у римски Лацио 1992. године. За „плаво−беле“ играо је наредних шест сезона. Већину времена је био стандардни првотимац. Био је један од најбољих стрелаца у клубу, а три пута је понео награду најбољег стрелца Серије А.
Током периода од 1998. до 2005. године, бранио је боје клубова као што су Сампдорија, Болоња и грчки Ираклис. Освојио је Интертото куп у дресу Болоње.
Професионалну играчку каријеру завршио је у мађарском клубу Шопрон, за чији је тим играо у сезони 2005/06.
Дебитовао је 1992. за репрезентацију Италије. Одиграо је 28 утакмица за репрезентацију и постигао 7 голова. Био је члан националног тима на Светском првенству у Сједињеним Државама 1994. године, када је са екипом освојио сребро.

## Успеси

### Клуб
Фођа
- Серија Б: 1990/91.

Болоња
- Интертото куп: 1998.

### Репрезентација
Италија
- Светско првенство: финале 1994.